# معرض بينالي الشارقة الدولي
بينالي الشارقة للفنون هو حدث فني معاصر يقام مرة كل عامين في مدينة الشارقة، الإمارات العربية المتحدة.تم إطلاق بينالي الشارقة الأول في عام 1993. بتنظيم دائرة الشارقة للثقافة والإعلام إلى أن شهد نقلة نوعية في عام 2003 تحت إشراف حور بنت سلطان القاسمي.

## نبذة تاريخية
- '2005 -بينالي الشارقة السابع'

تحت عنوان «الانتماء» وبتقيم فني من جاك برسكيان، وكين لوم، وتيرداد زولكدر.

- '2007 - بينالي الشارقة الثامن'

قام في الفترة ما بين 4 أبريل - 4 يونيو 2007 في عدة مواقع في الشارقة منها: متحف الشارقة للفنون، ومركز اكسبو الشارقة، ومنطقة التراث، والجامعة الأمريكية في الشارقة. تحت إشراف المقيم الفني محمد كاظم، وجوناثان واتكنز، وإيفا شيرر تحت عنوان (طبيعة صامتة: الفن والبيئة وسياسة التغيير)،

- '2009 - بينالي الشارقة التاسع'

اقيم في الفترة ما بين 19 مارس وحتى 16 مايو من عام 2009، ويتألف برنامج المعرض من «استعدادات المستقبل» بتقيم فني من إيزابيل كارلوس، وبرنامج الاداء الفني والفيلم تحت مسمى «ماضي الأيام الآتية» بتقيم طارق أبو الفتوح.

- '2011 - بينالي الشارقة العاشر'

قام في الفترة مابين 16 مارس - 16 مايو عام 2011، بتقيم فني من سوزان كوتر، ورشا السلطي، ومساعد مقيم هيج إيفزيان. وقد أبدى البينالي اهتماما للروح الثورية لدي الباب العربي بما سمى في تلك الفترة بالربيع العربي، والتي كانت تطمح للتغيير السياسي في مختلف البلدان العربية.

- '2013 - بينالي الشارقة الحادي عشر'

قام بتقيم فني من يوكو هاسيغاوا والذي تم انطلاقة في 13 مارس داخل مجموعة المباني الفنية لمؤسسة الشارقة للفنون في منطقة التراث في قلب الشارقة، وستمر حتى 13 مايو2013، تحت شعار «نهوض.. نحو خارطة ثقافية جديدة».

- '2015 - بينالي الشارقة الثاني عشر'

اقيم بعنوان «الماضي.. الحاضر.. الممكن»، تحت تقييم أُنجي جو. وقد تم اقامته في مواقع عامة حول مدينة الشارقة مثل متحف الشارقة للفنون، ومكاتب مؤسسة الشارقة للفنون ومناطق عدة أخرى.

'2017 - بينالي الشارقة الثالث عشر'
أقيم تحت عنوان "تماوج" في تنويع فني وإبداعي وفكري على الثيمات الأربع التي اعتمدها: الماء، والمحاصيل، والأرض، والطهي. وامتد عاماً كاملاً وأفيمت الفعاليات في خمس مدن هى إسطنبول وبيروت وداكار ورام الله والشارقة.
'2019 - بينالي الشارقة الرابع عشر'
أقيم تحت عنوان "خارج السياق".وشملت الدورة ثلاثة معارض رئيسية هي "رحلة تتخطى المسار" و" صياغات لزمن جديد"، و"ابحث عني فيما تراه"  بمشاركة ما يزيد عن 80 فنانا محترفا وناشئا.
'2023 - بينالي الشارقة الخامس عشر'
أقيم  بينالي الشارقة 15 تحت شعار" التاريخ حاضراً "وأقيمت  هذه النسخة من البينالي بعد مرور ثلاثين عاماً على نسخته الأولى، حيث أقيمت المعارض والبرامج العامة في20 موقعاً وساحة عامة في جميع أنحاء الشارقة وقدّم البينالي أكثر من 300 عمل تركيبي وفني لأكثر من 150 فناناً ، بالإضافة إلى العروض السينمائية والموسيقية والأدائية.

## معرض الصور

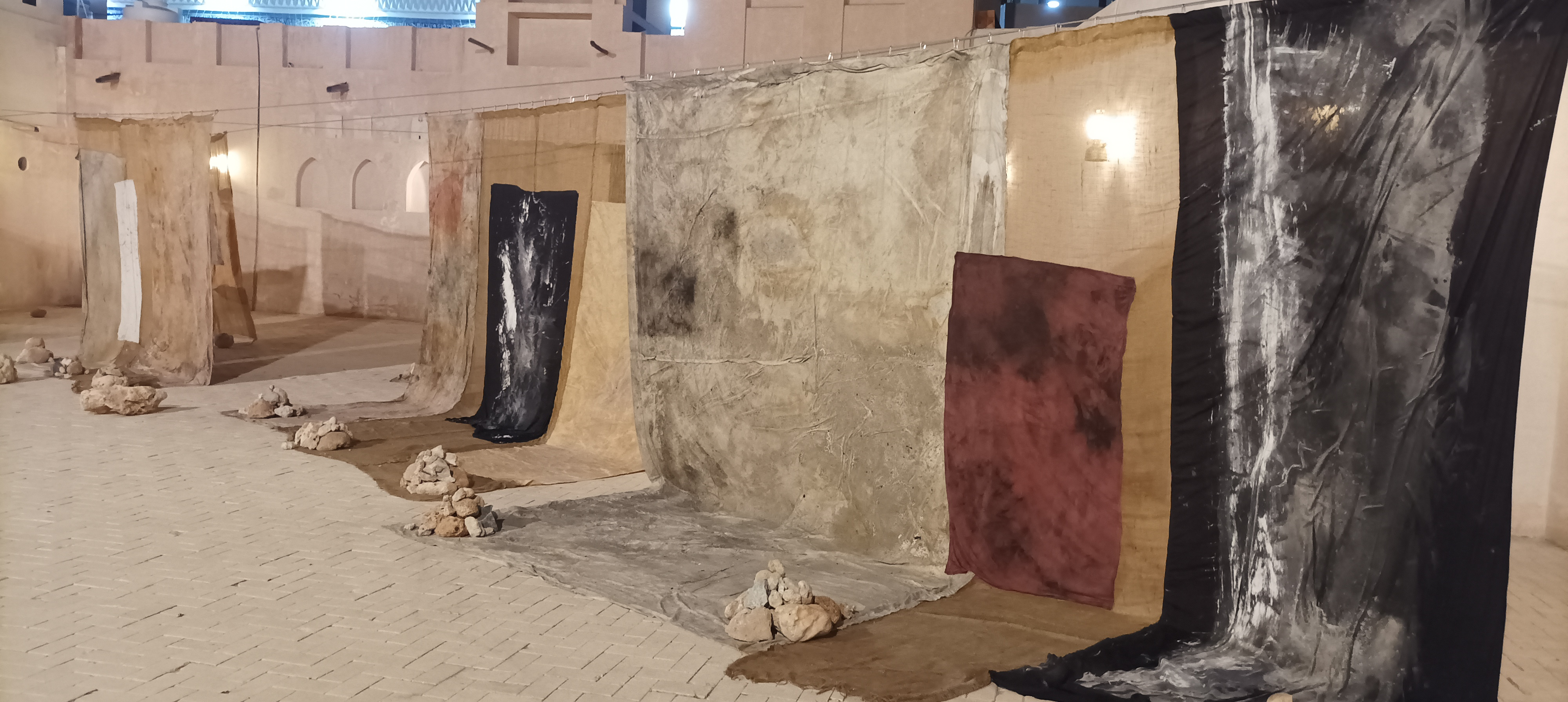
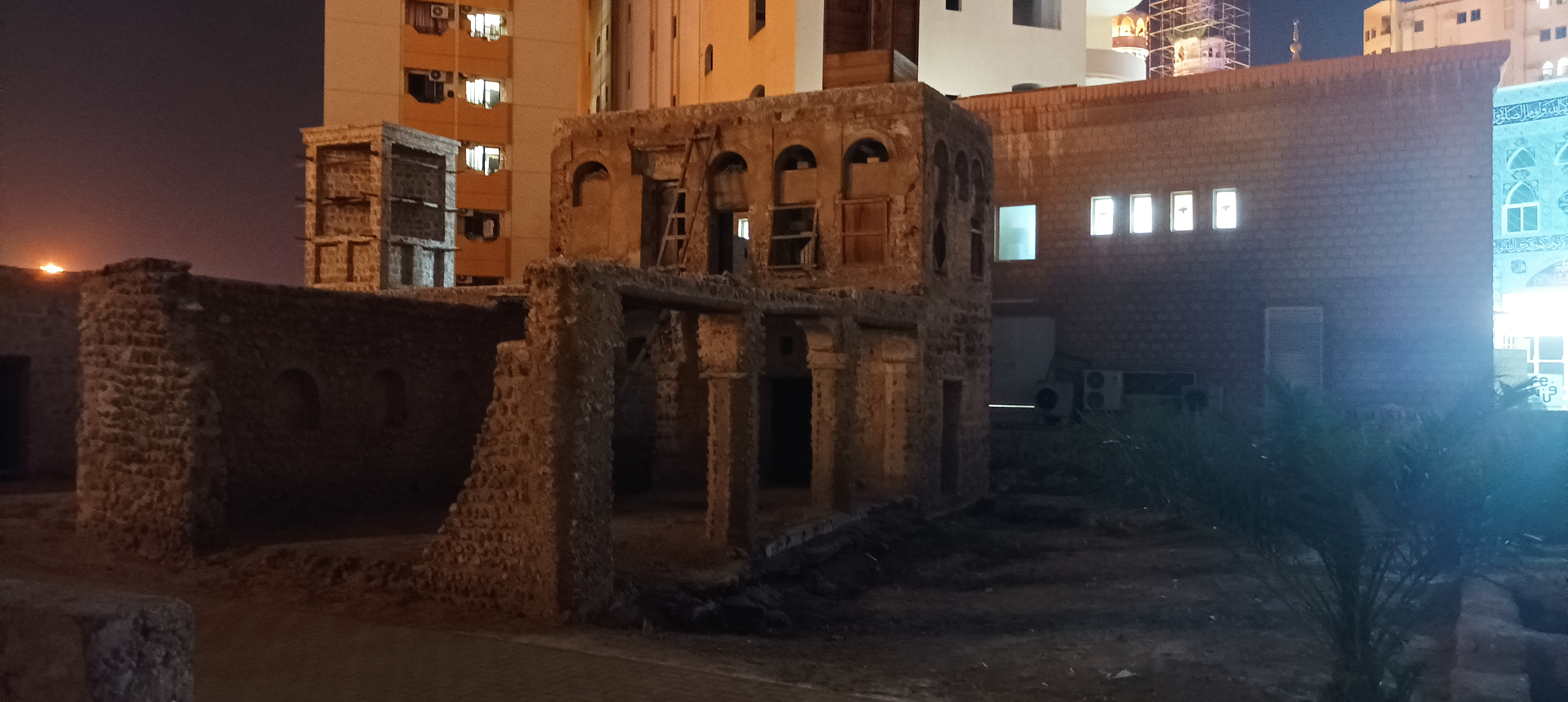
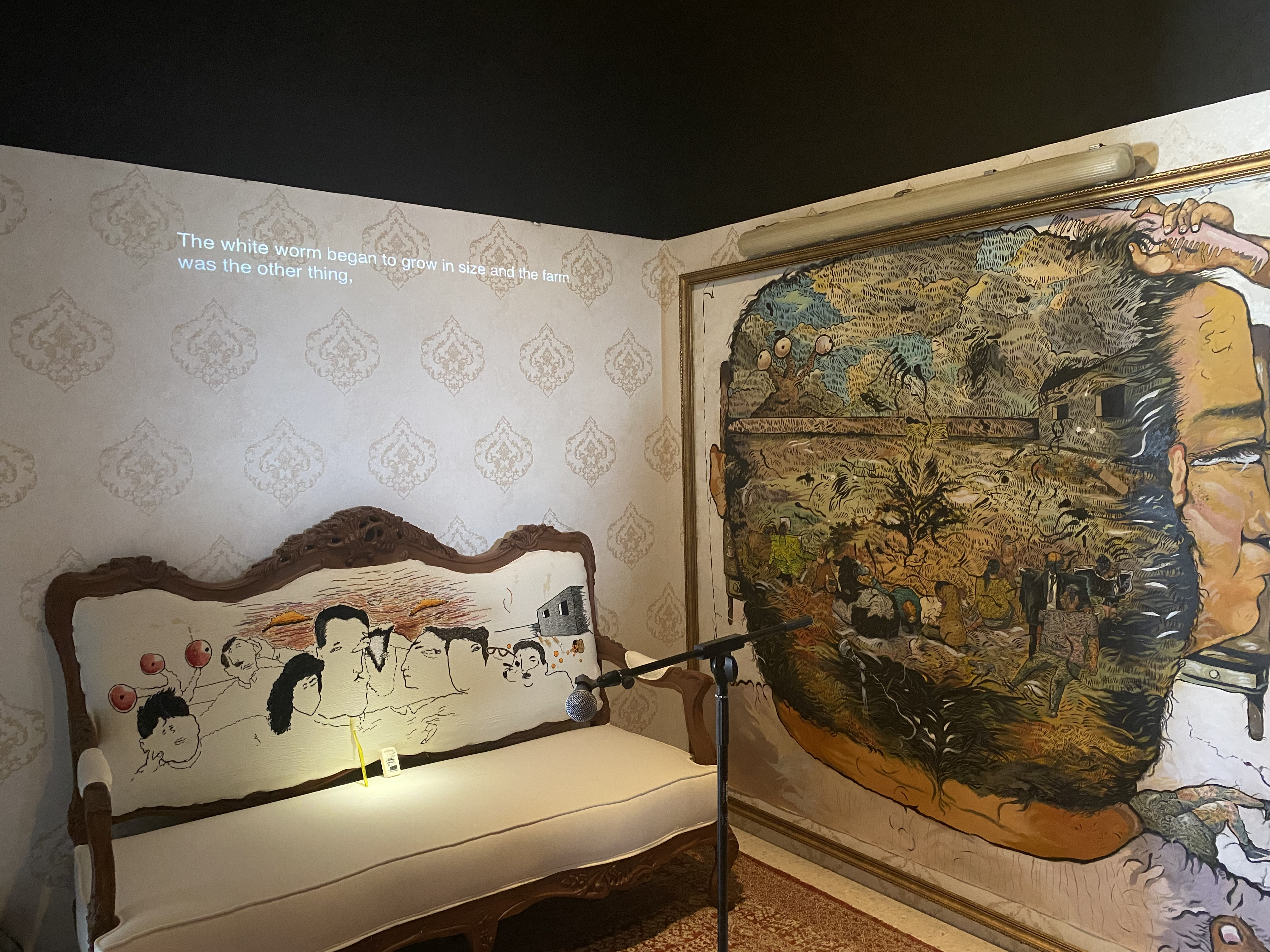
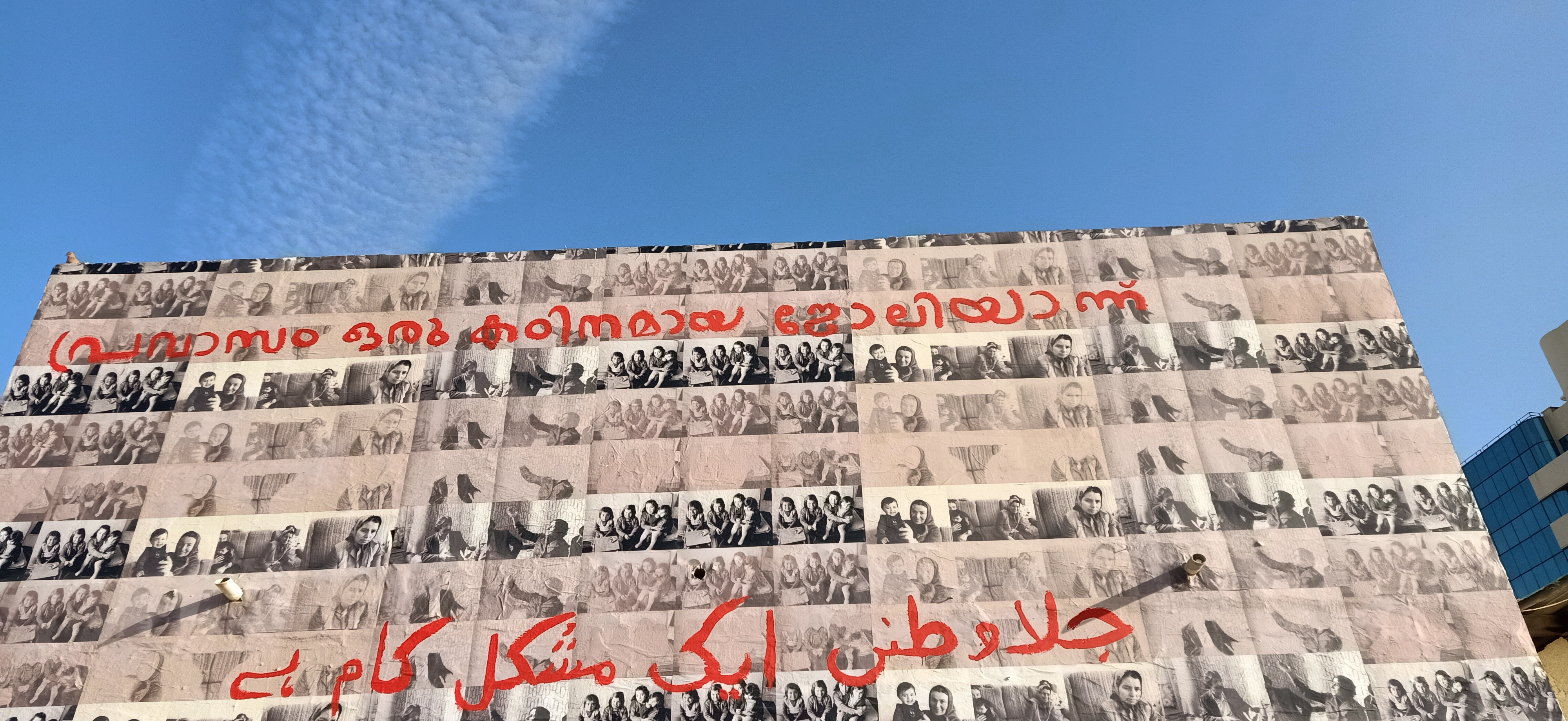
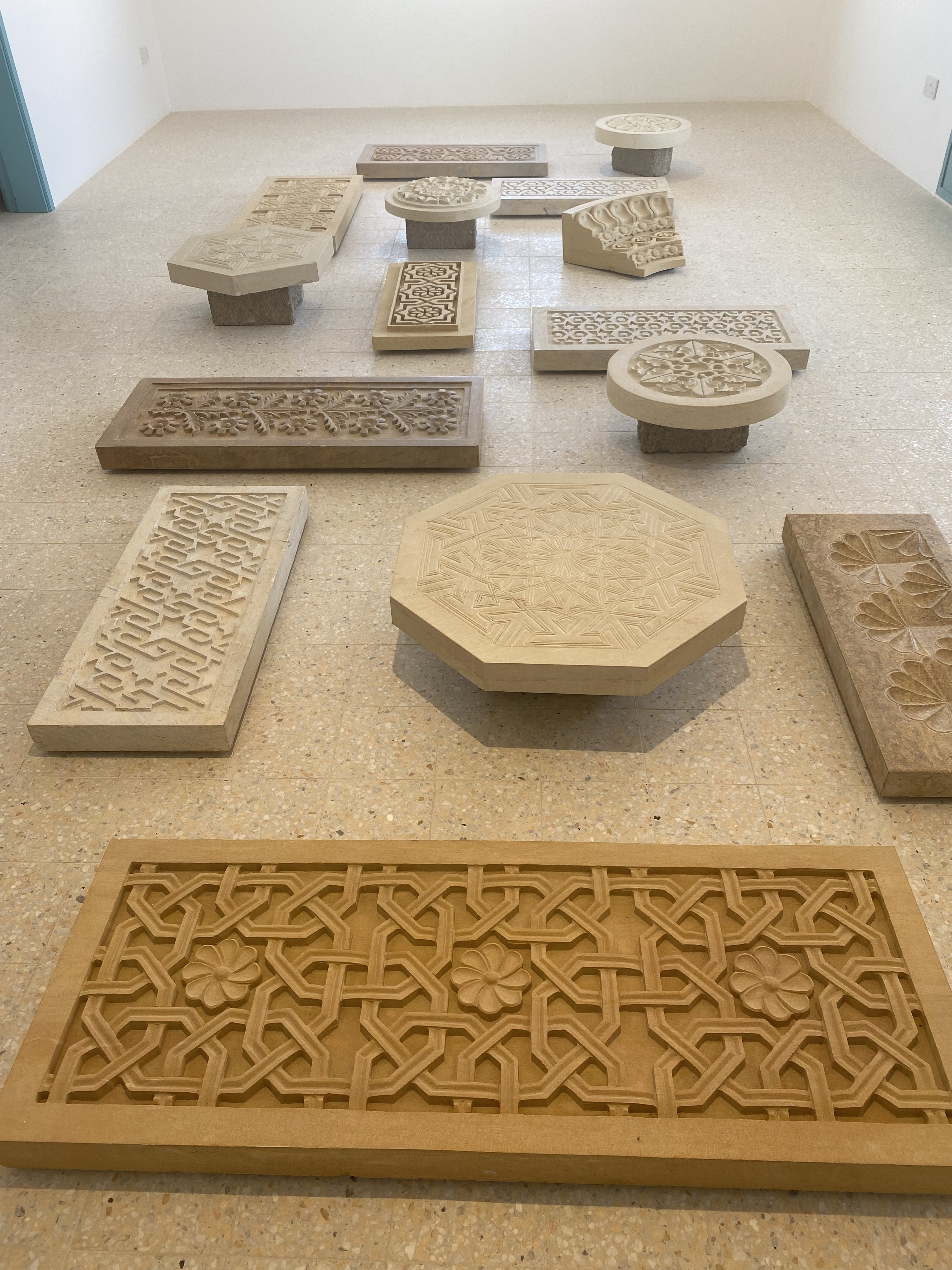

## وصلات خارجية
مؤسسة الشارقة للفنون